# Aubrey Schenck
Aubrey Schenck (* 26. August 1908 in Brooklyn, New York City, Vereinigte Staaten; † 14. April 1999 in Murrieta, Kalifornien, Vereinigte Staaten) war ein US-amerikanischer Filmproduzent.

## Leben und Wirken
Schenck war der Sohn eines russisch-jüdischstämmigen Theatermanagers und Neffe des Filmmoguls Joseph Schenck, des langjährigen Chefs der Produktionsgesellschaft Twentieth Century Fox. Ein anderer Onkel war Metro-Goldwyn-Mayer-Boss Nicholas Schenck. Aubrey Schenck studierte an der Cornell University Jura und schloss sich anschließend der New Yorker Kanzlei O’Brien, Driscoll & Raftery an. 1936 avancierte er zum Hausanwalt der National Theatres, die er auch erwarb.
1945 stellte ihn die 20th Century Fox ein, deren neuer Präsident (seit 1942) Spyros Skouras war. Schenck wurde dessen persönlicher Assistent, bereits ein Jahr später (1946) ließ Skouras ihn als Produzent von B-Filmen arbeiten. Aubrey Schenck strebte rasch an, sein eigener Chef zu werden, hatte aber mit der Aubrey Schenck Productions zunächst nur wenig Erfolg (z. B. der Pferdefilm „Red Stallions in the Rockies“). 1949 stellte er mit „Rauschgiftbrigade“ seine erste bedeutendere Arbeit her, einen von László Benedek vor Ort in New York gedrehten Film der „Schwarzen Serie“. Es folgten in den 1950er Jahren eine Fülle von billig hergestellten Western, oftmals aus der Hand Lesley Selanders, in der zweiten Hälfte der 1950er Jahre mit Die Schreckenskammer des Dr. Thosti und Die Hexenküche des Dr. Rambow auch zwei Horrorfilme mit den altgedienten Genrestars John Carradine, Lon Chaney junior, Bela Lugosi und Boris Karloff.
Mit der Firma Bel-Air Productions startete Aubrey Schenck 1953 einen erneuten Versuch, sich als Filmproduzent unabhängig zu machen und konzentrierte sich in der Folgezeit auf die Herstellung günstig hergestellter Actionstoffe. Mit Aubrey Schencks Productions produzierte der Firmeneigner zwischen 1957 und 1969 eine Reihe von so genannten Männerfilmen, darunter der Western Barquero, der Science-Fiction-Streifen Notlandung im Weltraum und der Kriegsfilm Verrat in der Bucht. Nach einer Fernsehproduktion mit Henry Fonda beendete Aubrey Schenck 1973 65-jährig seine Produzententätigkeit.
Aubrey Schenck stand von 1971 bis 1974 als Präsident der Producers Guild of America vor, der Vereinigung US-amerikanischer Filmproduzenten.

## Filmografie
- 1946: Shock
- 1946: Strange Triangle
- 1947: Repeat Performance
- 1947: Geheimagent T (T-Men)
- 1948: Fräulein Wildfang (Mickey)
- 1949: Down Memory Lane
- 1949: Rauschgiftbrigade (Port of New York)
- 1950: Gefährliche Mission (Wyoming Mail)
- 1950: Geheimpolizist Christine Miller (Undercover Girl)
- 1951: Target Unknown
- 1951: The Fat Man
- 1953: Im Tal des Verderbens (War Paint)
- 1954: Freibrief für Mord (Shield for Murder)
- 1955: Blutgeld (Big House, U.S.A.)
- 1955: Fort Yuma
- 1955: Wüstensand (Desert Sands)
- 1956: Die Rache der Cheyenne (Ghost Town)
- 1956: Gegen das Gesetz (The Broken Star)
- 1956: Die Schreckenskammer des Dr. Thosti (The Black Sleep)
- 1956: Fort Laramie
- 1957: Rebell der roten Berge (War Drums)
- 1957: Das Mädchen mit den schwarzen Strümpfen (The Girl in Black Stockings)
- 1957: Reife Blüten (Untamed Youth)
- 1957: Hölle des Dschungels (Jungle Heat)
- 1957: Flintenweiber (The Dalton Girls)
- 1958: Männer gegen Tod und Teufel (Fort Bowie)
- 1958: Die Hexenküche des Dr. Rambow (Frankenstein 1970)
- 1958: Geheimkommando (Up Periscope)
- 1961: Miami Undercover (Fernsehserie)
- 1962: Wilde Ernte (Wild Harvest)
- 1964: Notlandung im Weltraum (Robinson Crusoe on Mars)
- 1965: Verrat in der Bucht (Ambush Bay)
- 1967: Nitro (Kill a Dragon)
- 1968: Killer Cain (More Dead Than Alive)
- 1969: Auf der Jagd nach dem verlorenen Gold (Impasse)
- 1969: Barquero
- 1970: Die Töchter Satans (Daughters of Satan)
- 1972: Superbeast
- 1973: Im letzten Moment (The Alpha Caper) (Fernsehfilm)